# 上國料巽
上國料 巽（かみこくりょう たつみ、1924年（大正13年）9月7日 - ？）は、日本の財務官僚、実業家。関東銀行（現・筑波銀行）監査役。関東信用保証（現・筑波信用保証）社長。第45代神戸税関長。勲三等瑞宝章受章。
妻は森永貞一郎（第23代日本銀行総裁）の末妹・ヒサ。

## 人物
鹿児島県出身。1948年（昭和23年）東京大学法学部政治学科を卒業し、同年3月大蔵省に入省。専売局塩脳部需給課配属。1951年（昭和26年）8月行田税務署長。
1955年（昭和30年）管財局国有財産第二課長補佐、1956年（昭和31年）総務課長補佐、1958年（昭和33年）理財局国庫課長補佐を経て、1960年（昭和34年）7月国税庁熊本国税局直税部長に就任。
1963年（昭和38年）印刷局（現・国立印刷局）業務部図書課長、1964年（昭和39年）7月国有財産局臨時貴金属処理部貴金属第二課長、1966年（昭和41年）7月同局国有財産第三課長、1967年（昭和42年）8月同局国有財産第二課長、1968年（昭和43年）8月国有財産第一課長を歴任。
その後、1969年（昭和44年）造幣局東京支局長、1971年（昭和46年）6月神戸税関長、1972年（昭和47年）9月軽自動車検査協会理事、1976年（昭和51年）7月中小企業信用保険公庫（現・中小企業金融公庫）理事を経て、1979年（昭和54年）6月関東銀行（現・筑波銀行）常務に就任。
同年10月経理部長、1980年（昭和55年）8月企画部長を委嘱。
1983年（昭和58年）6月代表専務、同年7月企画部長を解かれ、1987年（昭和62年）6月常任監査役。
1990年（平成2年）6月監査役、1991年（平成3年）6月関東信用保証（現・筑波信用保証）社長に就任。
1994年（平成6年）11月勲三等を受章した。

## 家族
- 妻・ヒサ（宮崎県立小林高等女学校卒、森永貞一郎の末妹）
- 長女・節子（安藤氏の妻）